# Voskhod 1
Pour les articles homonymes, voir Voskhod (homonymie).
Voskhod 1, la septième mission spatiale soviétique et la première du programme Voskhod. Elle se déroule en octobre 1964 et dure un peu plus d'une journée.
Équipé de trois sièges, le vaisseau est le tout premier emmenant plus d'une personne dans l'espace.

## Contexte

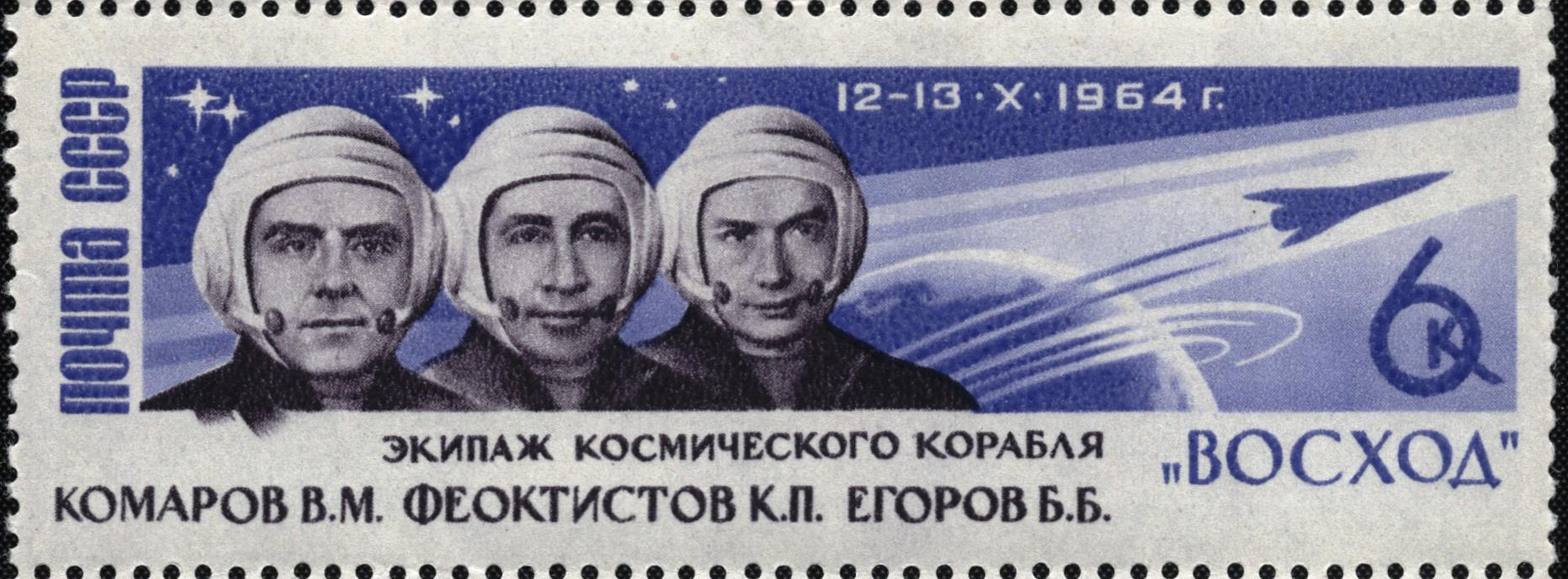
Timbre commémoratif du vol.

Depuis la fin des années 1950, Soviétiques et Américains se livrent à une course à l'espace, et celle-ci constitue elle-même, avec le mur de Berlin (construit en 1961), l'un des symboles les plus forts de la guerre froide. La technologie spatiale joue un rôle symbolique, chacune des deux nations entend prouver sa puissance au reste du monde.
Mais alors que les Américains annoncent clairement leur objectif depuis 1961 (envoyer un homme sur la Lune avant la fin de la décennie) ainsi que les moyens pour l'atteindre, le programme spatial soviétique est entouré du plus grand secret. Les « premières » spectaculaires se succèdent (lancement du premier satellite artificiel en 1957, du premier homme en 1961, de la première femme en 1963...) mais les buts ne sont jamais annoncés et les difficultés rencontrées, a fortiori les échecs, ne sont jamais révélés. Ils ne le seront qu'à la fin des années 1980, avec la Glasnost.
La mission Voskhod 1 a été planifiée pour devancer le programme Gemini américain, conçu pour emporter des équipages de deux hommes. Ce programme a été amorcé en avril 1964, mais les vols habités doivent débuter seulement au début de l'année suivante. Non seulement Voskhod 1 doit emporter trois hommes dans l'espace (soit un de plus que ne le pourront les Américains) mais l'équipage comprend deux scientifiques civils, un ingénieur et un médecin, alors que les Américains n'ont jusqu'alors envoyé sur orbite que quatre pilotes d'essai militaires.
Mais tout cela a un prix : dans leur obsession de promouvoir l'image de marque de leur pays, les dirigeants soviétiques n'hésitent pas à imposer à leurs techniciens de prendre des risques importants, mettant sérieusement en cause la sécurité des équipages. Ainsi, à la différence de tous les vols spatiaux précédents, il n'est pas prévu que les occupants de Voskhod 1 portent la moindre combinaison pressurisée. Et la fusée qui les emportera ne sera équipée d'aucun siège éjectable ni de tour de sauvetage en cas d'explosion au décollage.

## Structure du vaisseau

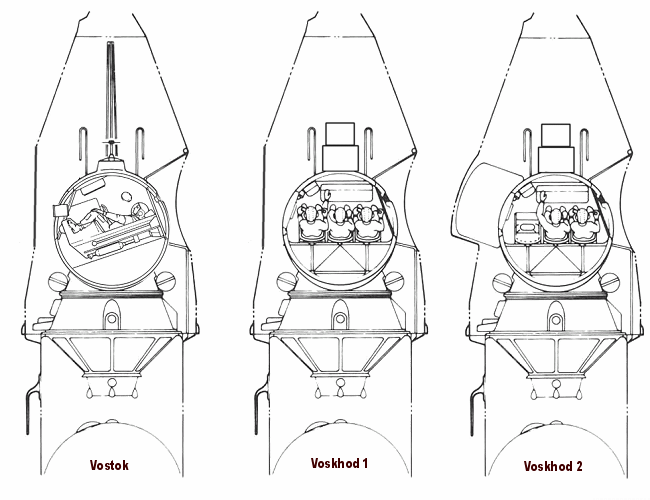
Schémas du vaisseau Vostok (à gauche), de Voskhod 1 (au centre) et de Voskhod 2 (à droite).

Le module est un module Vostok modifié. D'une part une rétrofusée à combustible solide a été ajoutée au sommet du module de retour ; d'autre part, afin de pouvoir y installer trois personnes, aucun siège éjectable n'y a été installé et les occupants ne disposent pas de scaphandres. Les trois sièges-baquets ont été installés à 90° de la position initiale à l'intérieur du Vostok. A cette occasion, Komarov a dû « réapprendre » à piloter avec toutes les indications de son tableau de bord orientées à la verticale. L'atmosphère intérieure est un mélange d'oxygène et d'hélium, en légère surpression à 1,1 atmosphère.
Une fusée d'assiette à combustible solide a également été ajoutée au parachute pour permettre un atterrissage plus doux à l'impact. Cela a été rendu nécessaire car, à l'inverse du Vostok, l'équipage doit rester dans le module jusqu'au terme de la descente.

## Préparatifs
Le 6 octobre, soit six jours avant le décollage de Voskhod 1, est lancé le satellite Cosmos 47 (en), un prototype du Voskhod, avec deux mannequins à bord. Le vol dure 24h et l'atterrissage se déroule convenablement.

## L'équipage
|                              | Équipage principal                                   | Équipage doublure                           |
| ---------------------------- | ---------------------------------------------------- | ------------------------------------------- |
| Commandant Ingénieur Médecin | Vladimir Komarov Konstantin Feoktistov Boris Yegorov | Boris Volynov Vasily Lazarev Gueorgui Katys |

Komarov et Volynov font partie du tout premier groupe de cosmonautes, constitué en mars 1960. 
Les quatre autres ont été sélectionnés en mai et juin 1964, quatre mois seulement avant le vol.

## Déroulement de la mission
Le vaisseau est placé sur une orbite d'apogée 409 km, une altitude record à cette date, et de périgée 178 km, inclinée à 65°.
Le vol durant une journée, les occupants dorment à tour de rôle, ce qui permet une veille permanente. Les rôles de chacun est précis :
- Komarov contrôle les systèmes de bord, procède à l'orientation manuelle du vaisseau et adresse des messages radio aux pays survolés, notamment aux athlètes des Jeux olympiques d'été de 1964 à Tokyo ;
- Feoktistov surveille le système de navigation Globus (en) et photographie les régions survolées ;
- Yegorov étudie le système cardiovasculaire et la ventilation pulmonaire de chaque membre de l'équipage[2].

Les trois cosmonautes dînent ensemble au cours de la 7e orbite. Des images des cosmonautes à bord du vaisseau sont transmises par la télévision soviétique.
Alors que les Soviétiques avaient annoncé un vol prolongé, le retour sur Terre a lieu au bout de 24h, sans que des explications soient données. Le vaisseau se pose sans encombre au sud du Kazakhstan, après une descente en parachute et une arrivée au sol freinée par des rétrofusées, « à l'endroit prévu » selon le communiqué soviétique.
L'envoi de cosmonautes en simple survêtement, la composition d'un équipage avec deux spécialistes non pilotes d'essai impressionna fortement les médias occidentaux, qui créditèrent les Soviétiques d'une avance considérable sur les Américains, d'au moins deux ans sur le programme Apollo.

## Aspects symboliques
Le vaisseau a emmené en orbite un portrait de Karl Marx, un portrait de Lénine et un fragment d'un drapeau de la Commune de Paris de 1871, qualifiés par Alistair Horne de « trois reliques sacrées ».

## Paramètres de la mission
- Masse : 5 320 kg
- Périgée : 178 km
- Apogée : 336 km
- Inclinaison : 64,7°
- Période : 89,6 minutes
- Identifiant: Рубин Rubin (Rubis)